# Dachverband der Österreichischen Filmschaffenden
Der Dachverband der Österreichischen Filmschaffenden (DVF) ist die 1987 gegründete, übergeordnete Interessensvertretung der österreichischen Film- und Fernsehschaffenden. Die meisten Berufsverbände und Interessensvertretungen der Filmbranche sind Mitglieder.
Zu den Aufgaben des DVF gehören Serviceleistungen für seine Mitglieder, die geschlossene Vertretung der Interessen der österreichischen Filmschaffenden in Bezug auf Filmförderung, rechtliche Belange, Gewerkschaften und Politik sowie das Lobbying und Öffentlichkeitsarbeit. Sitz des DVF ist das Filmhaus am Spittelberg in Wien-Neubau.

## Geschichte
Erstmals in der österreichischen Filmgeschichte gab es 1922 mit dem Filmbund eine Vereinigung aller Filmschaffender Österreichs. Nach dem Zweiten Weltkrieg dauerte es bis 1987, bis mit dem Dachverband der Österreichischen Filmschaffenden erneut eine Interessensvertretung aller österreichischen Filmschaffenden gegründet wurde.

## Aktivitäten
Die Aktivitäten umfassen die Wahrung der beruflichen (kulturpolitischen, rechtlichen und wirtschaftlichen) Interessen der österreichischen Filmschaffenden sowie die Förderung der österreichischen Film- und Kinokultur und des Ansehens des österreichischen Films im In- und Ausland.
Dies geschieht im Bereich der Öffentlichkeitsarbeit durch die Herausgabe von Publikationen sowie diverse Veranstaltungen. Nach innen beschäftigt sich der DVF auch mit der Erstellung von Musterverträgen und tritt neben periodischen Treffen aller Mitglieder auch in Arbeitsausschüssen zu für die gesamte österreichische Filmbranche bedeutenden Fragen zusammen. Weiters umfassen die Vereinsaktivitäten auch die Ausarbeitung und Unterstützung von Gesetzesvorschlägen.
Der Verein arbeitet mit anderen Institutionen des In- und Auslandes zusammen.

## Organisation
Ordentliche Mitglieder sind ausschließlich Berufsverbände und -verbindungen sowie Interessensgemeinschaften der österreichischen Filmbranche, jedoch keine Einzelpersonen. Als außerordentliche Mitglieder können in- und ausländische Organisationen mit ähnlichen Zielsetzungen aufgenommen werden.
Die Vereinsstruktur sieht eine Generalversammlung und einen Vorstand vor. Der aktuelle Vereinsobmann (Stand Januar 2020) ist Fabian Eder.

## Mitglieder
Im DVF ist jede über eine Interessensvertretung verfügende Berufssparte vertreten. In manchen Berufssparten gibt es allerdings mehrere Zusammenschlüsse, die nicht allesamt Mitglieder des DVF sind. So zählt etwa der Verband Österreichischer Film-Autoren (VÖFA) nicht zu den Mitgliedern. Ebenso sind auch die Vereinigungen der Filmproduzenten (Film Austria und Association of Austrian Filmproducers) als Vertreter der Arbeitgeberseite keine Mitglieder.
Die im DVF vertretenen Mitgliedsverbände sind:
- Regie (vornehmlich Kinofilm): Verband Filmregie Österreich, auch Association of Austrian Film Directors (AAFD)
- Regie (vornehmlich TV): Austrian Directors Association (ADA), auch Österreichischer Regie-Verband
- Schauspiel: Verband Österreichischer FilmschauspielerInnen (VÖFS)
- Schnitt: Österreichischer Verband Filmschnitt, auch Austrian Editors Association (aea)
- Drehbuch: Drehbuchverband Austria
- Ausstattung (Szenenbild, Kostümbild, Requisite): Verband Österreichischer FilmausstatterInnen (VÖF), auch Austrian Filmdesigners Association
- Kamera: Verband österreichischer Kameraleute, auch Austrian Association of Cinematographers (AAC)
- Dokumentarfilm: dok.at – Interessensgemeinschaft österreichischer Dokumentarfilmschaffender, auch Austrian Documentary Film Alliance
- Tongestaltung: Verband Österreichischer SounddesignerInnen (VOESD)
- Produktions- und Aufnahmeleitung: Vereinigung österreichischer AufnahmeleiterInnen, ProduktionsleiterInnen und ProduktionskoordinatorInnen (VÖAP)
- Filmmusik: Fachgruppe Film- und Medienmusik des Österreichischen Komponistenbundes (ÖKB)
- Maskenbild: Vereinigung der FilmmaskenbildnerInnen Österreich (VFMÖ)
- Beleuchtung: Leuchtkraft – Österreichischer Berufsverband für Filmlicht und Grip